# 望月琉叶
望月 琉叶（もちづき るか、英語：Luca Mochizuki、1996年7月15日 - ）は、日本のアイドル、グラビアアイドル、演歌歌手。民族ハッピー組の元メンバー。神奈川県出身。本名は非公表。東洋大学社会学部（社会文化システム学科）卒業。

## 来歴

### デビュー前
神奈川県横浜市で一人っ子として生まれる。3歳からヤマハ音楽教室でピアノを習いはじめ、歌のレッスンも受けた。中学時代には吹奏楽部に入り、腹式呼吸の練習もした。母親は演歌歌手になるのが夢で、本格的に目指していたが叶わず、その母親から「音楽で食べていってほしい」と夢を託されていた。歌手としてのデビューを目指し、高校1年の頃からオーディションを受けはじめるが、合格するとソロ歌手ではなく「アイドルグループでどうか」と言われることが多く、自分の目標とは違うと感じ、アイドル活動はしてこなかった。

### 芸能界入り
2018年には大学4年生となり、夏に某生命保険会社への就職内定も得ていたが、友達のプレゼントを購入しに代官山に来ていたところ、事務所の社長・大石一尋に声をかけられた。これまでのようなアイドルとしてのスカウトだったが、そのグループが“演歌を世界へ”をコンセプトとした「演歌歌手ルピナス組」だったため、母親の夢と近いグループ名に縁を感じて加入することを決意する。
大学在学中、ライブ出演や遠征に帯同できず、部屋から配信サイトで活動することが多かったため、「在宅アイドル」とも呼ばれていた。
アシスタントで出演したニコニコ超会議、超歌ってみた会場にて、飛び入り参加で『天城越え』を披露し、その歌唱力が評判となった。
プロのアイドルだけを集め、歌唱、ダンスによる総合評価のソロコンテストに出場し、演歌を披露した。ダンス得点は0点だったが、歌唱得点のみでファイナリストになった。
2020年7月22日、演歌歌手としてシングル『失恋慕情』で日本コロムビアからソロデビュー。オリコンの演歌・歌謡曲ランキングおよび週間USENリクエストチャートでも1位を獲得した。同年8月、『週刊ヤングジャンプ』にてグラビアデビュー。「グラビアもできる演歌歌手」としてデビューする。
2021年2月26日、グラビアアイドルとして1stDVD『初恋歌姫』を竹書房から発売。同年4月28日、2ndシングル『面影・未練橋』を発売。オリコンの演歌・歌謡曲部門2作連続初登場1位となった。
2021年9月27日、東京・赤坂のMZES東京で初の生配信ライブを開催した。
2021年12月30日、第63回日本レコード大賞新人賞を受賞。
2022年11月2日、年内限りで「民族ハッピー組」から独立を表明。
2022年11月8日、日本歌手協会2022年度最優秀新人賞を受賞。
2022年10月よりボカロPとタッグを組んだコラボで5か月配信リリース。
2023年11月18日、大分・ビーコンプラザ・フィルハーモニアホールにて、デビュー3周年記念コンサートを開催。後援会会員など、約1000名の観客を前にライブを行った。
2025年4月12日、小室哲哉プロデュースの下で、住田愛子・iBerryと共に音楽ユニット「OVAL SISTEM」に「mochiluca」名義で参加。キーボード・ラップ・ボーカル・DJを担当する。

## 人物
- 趣味は音楽鑑賞、創作ダンス[2]。血液型はA型[2]。
- 絵を描くことを得意としており[2]、独特の作風で、腕前はプロ級といわれることもある[15]。「民族ハッピー組」のシングル『エゴイスト』など、CDジャケットの絵も何枚か手掛けている[3]。
- 24歳時点で恋愛経験がないと語っている[3]。

## ディスコグラフィ

### シングル
- 全て日本コロムビアからリリース。

| # | 発売日         | 曲順 | タイトル                                          | 作詞         | 作曲                 | 編曲     | オリコン 最高順位 | 規格品番   |
| - | -------------- | ---- | ------------------------------------------------- | ------------ | -------------------- | -------- | ----------------- | ---------- |
| 1 | 2020年 7月22日 | 01   | 失恋慕情                                          | 小林元       | 樋口義高             | 周防泰臣 | 12位              | COCA-17787 |
| 1 | 2020年 7月22日 | 02   | 小夜時雨                                          | 小林元       | 大野ヒロ             | 大野ヒロ | 12位              | COCA-17787 |
| 2 | 2021年 4月28日 | 01   | 面影・未練橋                                      | 幸田りえ     | 樋口義高             | 樋口義高 | 19位              | COCA-17867 |
| 2 | 2021年 4月28日 | 02   | あなたの歩幅で feat.民族ハッピー組                | 小林元       | オーイシカズヒーロー | 大野ヒロ | 19位              | COCA-17867 |
| 3 | 2022年 2月23日 | 01   | ピンクのダイヤモンド                              | 売野雅勇     | 浜圭介               | 坂本昌之 | 14位              | COCA-17963 |
| 3 | 2022年 2月23日 | 02   | 家族写真                                          | 売野雅勇     | 浜圭介               | 坂本昌之 | 14位              | COCA-17963 |
| 4 | 2023年 9月20日 | 01   | 百年の冬                                          | 渡辺なつみ   | 浜圭介               | 若草恵   | 20位              | COCA-18144 |
| 4 | 2023年 9月20日 | 02   | 母に会いたい                                      | 仕立屋甚五郎 | オーイシカズヒーロー | 大野ヒロ | 20位              | COCA-18144 |
| 4 | 2023年 9月20日 | 03   | 十二単                                            | 望月琉叶     | 望月琉叶             | 大野ヒロ | 20位              | COCA-18144 |
| 5 | 2024年 6月12日 | 01   | 朧月                                              | 麻こよみ     | 木村竜蔵             | 遠山敦   | 20位              | COCA-18210 |
| 5 | 2024年 6月12日 | 02   | 貴方との出会いの日                                | 仕立屋甚五郎 | オーイシカズヒーロー | 大野ヒロ | 20位              | COCA-18210 |
| 5 | 2024年 6月12日 | 03   | 花散里                                            | 小林元       | オーイシカズヒーロー | 大野ヒロ | 20位              | COCA-18210 |
| 6 | 2025年 7月23日 | 01   | わがまま                                          | 小室哲哉     | 小室哲哉             | 宮崎慎二 |                   | COCA-18299 |
| 6 | 2025年 7月23日 | 02   | 星の雫－願い叶うといわれ ているあの星を超えても－ | 望月琉叶     | 望月琉叶             | 大野ヒロ |                   | COCA-18299 |

#### 配信限定シングル
| 発売日         | タイトル             | 作詞                 | 作曲         | 編曲         | 規格品番   |
| -------------- | -------------------- | -------------------- | ------------ | ------------ | ---------- |
| 2021年7月10日  | チョメリズム         | オーイシカズヒーロー | 大野ヒロ     | 大野ヒロ     | COKM-43377 |
| 2021年7月10日  | 歌舞伎役者と演歌女子 | オーイシカズヒーロー | 大野ヒロ     | 大野ヒロ     | COKM-43378 |
| 2021年7月10日  | 浪速夫婦物語         | オーイシカズヒーロー | 大野ヒロ     | 大野ヒロ     | COKM-43379 |
| 2022年10月15日 | MONSTER              | jon-YAKITORY         | jon-YAKITORY | jon-YAKITORY | COKM-44019 |
| 2022年11月30日 | ロジカリアン         | 柊キライ             | 柊キライ     | 柊キライ     | COKM-44020 |
| 2022年12月31日 | いっそあなたを       | doriko               | doriko       | doriko       | COKM-44021 |
| 2023年1月31日  | 緋炎歌               | Nem                  | Nem          | Nem          | COKM-44022 |
| 2023年2月28日  | ノルカソルカ         | 40mP                 | 40mP         | 40mP         | COKM-44023 |

### アルバム

#### オリジナル・アルバム
| 発売日        | タイトル | 規格品番   |
| ------------- | -------- | ---------- |
| 2023年4月26日 | UNIVELSO | COCP-41999 |

#### 配信限定アルバム
| 発売日         | タイトル           | 規格品番   |
| -------------- | ------------------ | ---------- |
| 2024年10月16日 | 演歌・歌謡カバー集 | COKM-45385 |

### 参加作品
| 発売日         | タイトル                             | 収録作品                               |
| -------------- | ------------------------------------ | -------------------------------------- |
| 2024年12月25日 | 夜明け前<Guest Vocal Luka Mochizuki> | 「Shout The Fight/夜明け前」(小室哲哉) |

### タイアップ曲
| 年     | 楽曲                                 | タイアップ                                      |
| ------ | ------------------------------------ | ----------------------------------------------- |
| 2022年 | ピンクのダイヤモンド                 | 関西テレビ『ちゃちゃ入れマンデー』2月度EDテーマ |
| 2024年 | 夜明け前<Guest Vocal Luka Mochizuki> | 『マルハン北日本カンパニー』コラボ楽曲          |

### 映像作品

#### イメージDVD
- 初恋歌姫（2021年2月26日、竹書房）
- 琉球艶歌（2021年7月20日、ラインコミュニケーションズ）

## 書籍

### デジタル写真集
- 花のグラビア道（2021年2月12日、集英社、撮影：LUCKMAN）
- 望月琉叶が水着で音楽鑑賞  ヤンマガデジタル写真集（2021年9月16日、講談社、撮影：田中智久）
- 望月琉叶が水着で演歌  ヤンマガデジタル写真集（2021年9月16日、講談社、撮影：田中智久）
- 望月琉叶写真集「夢見心地。」（2022年2月15日、集英社、撮影：細居幸次郎）
- レコ大新人賞演歌歌手・望月琉叶 着物の下は、まさかの美バスト  FRIDAYデジタル写真集（2022年3月19日、講談社、撮影：中山雅文）

## 出演
現在のレギュラー出演
- 令和歌謡塾（BS日テレ、2022年4月 - ） - 偶数月でレギュラーMC担当
- 望月琉叶のいっぱいしゃべってええんか（FMサルース、2022年 - 2024年、調布FM、2025年 - ） - 月1回でパーソナリティ担当